# Suore mantellate serve di Maria
Le Suore Mantellate Serve di Maria, dette di Pistoia, sono un istituto religioso femminile di diritto pontificio: le suore di questa congregazione pospongono al loro nome la sigla M.S.M.

## Storia

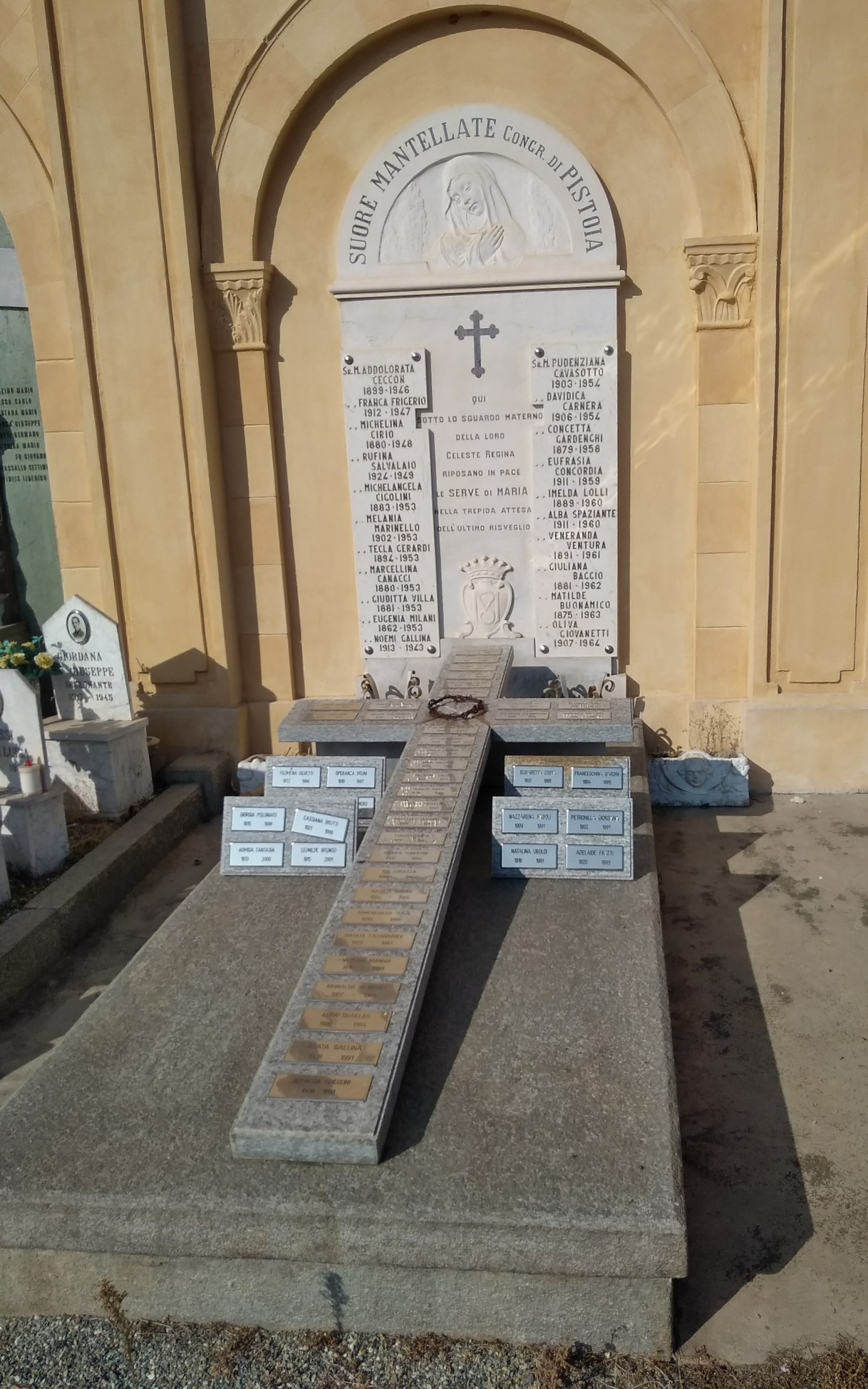
La tomba delle suore mantellate Serve di Maria nel cimitero di Saluzzo

La congregazione sorse a opera di Elena Rossi (di Firenze, in religione suor Maria Filomena) e di Marianna Ferrari (di Sambuca Pistoiese, in religione suor Maria Giovanna), terziarie dei Servi di Maria: su invito del parroco Evangelista Colti  e della popolazione del luogo, il 4 ottobre 1861 si stabilirono a Treppio dove assunsero la direzione della scuola.
Alle due terziarie si unirono rapidamente altre compagne che andarono a formare la nuova comunità che, nel 1866, ricevette le prime regole redatte dal servita Raffaele Tonini, priore del convento della Santissima Annunziata di Pistoia.
Nel 1867 Enrico Bindi, vescovo di Pistoia, concesse un primo la comunità di terziarie e il 16 novembre 1868 Giovanni Angelo Maria Mondani, priore generale dei Servi di Maria, aggregò la congregazione all'ordine.
Le terziarie, dette in origine dell'Addolorata, nel 1873 avevano già adottato il nome di Mantellate Serve di Maria. Nel 1876 le religiose aprirono la prima filiale a San Piero di Agliana e nel 1878 un'altra a Bertalia. La casa generalizia fu trasferita a Pistoia nel 1892.
Le suore estesero presto il loro apostolato dall'istruzione della gioventù femminile alla cura degli infermi e nel 1889 le prime suore infermiere della congregazione iniziarono a prestare servizio nell'ospedale di Montebelluna. Le prime case all'estero furono aperte a partire dal 1913 negli Stati Uniti d'America e poi, dal 1922, nello Swaziland. L'espansione in Italia fu rallentata dallo scoppio della prima guerra mondiale, durante la quale molte scuole furono trasformate in ospedali militari.
Nel corso degli anni, numerose congregazioni di Serve di Maria si fusero con le Mantellate: nel 1910 quella di Viareggio, fondata nel 1853 da Maria Giuliana Lecci sotto la guida di Antonio Maria Pucci; nel 1911 quella di Saluzzo, fondata come monastero nel 1859 da Paola Cheto e da Elisabetta Tardini; nel 1912 quella di Livorno, fondata nel 1865 da Teresa Bianchetti; nel 1921 due comunità di terziarie francescane di Seano; nel 1922 quella di Bologna, staccatasi da Pistoia nel 1889; nel 1924 quella di Ascoli Piceno, fondata da Anna Centini attorno al 1740; nel 1955 le Missionarie parrocchiali di Maria Immacolata, fondate a Valencia nel 1934 da Valeriano Costa Pérez; nel 1965 quella di Firenze, derivate da una comunità di mantellate le cui origini si fanno risalire all'opera di Giuliana Falconieri.
La congregazione ricevette il pontificio decreto di lode l'11 febbraio 1909 e le sue costituzioni ottennero l'approvazione definitiva il 28 febbraio 1920.

## Attività e diffusione
Le suore si dedicano all'istruzione e all'educazione cristiana della gioventù, all'assistenza all'infanzia, alla cura degli orfani e degli infermi, al servizio nei seminari, alle missioni. La loro spiritualità è quella di vivere "l'umile servizio con e come Maria"; promuvono la devozione alla passione di Gesù e ai dolori di Maria e riservano un particolare culto all'Eucaristia, in memoria di santa Giuliana Falconieri.
Oltre che in Italia, sono presenti in Spagna e negli Stati Uniti d'America; nel 1961, in occasione del centenario dell'istituto, la sede generalizia è stata trasferita da Pistoia a Roma.
Alla fine del 2015 la congregazione contava 319 religiose in 40 case.